# 치르노멜

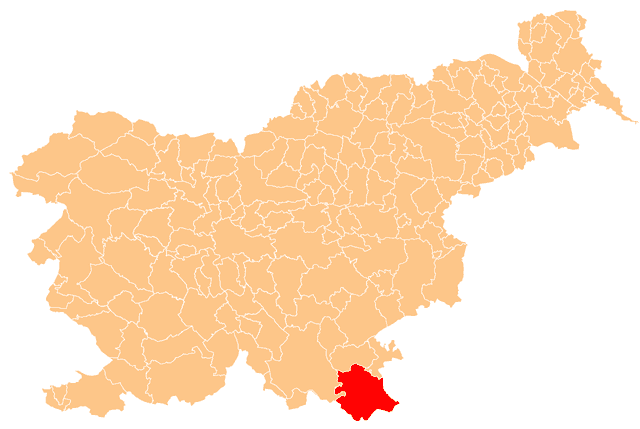
치르노멜의 위치

치르노멜(슬로베니아어: Črnomelj, 독일어: Tschernembl 체르넴블[*])은 슬로베니아의 도시로 면적은 339.7km2, 높이는 174m, 인구는 14,580명(2002년 기준), 인구 밀도는 42.9명/km2이다.